# 1968 a jogalkotásban
1968-ban az alábbi jogszabályokat alkották meg:

## Magyarország

### Törvények (6)
- 1968. évi I. törvény 	 a szabálysértésekről[1]
- 1968. évi II. törvény 	 a Magyar Népköztársaság 1967. évi költségvetésének végrehajtásáról
- 1968. évi III. törvény 	 a Magyar Népköztársaság és a Lengyel Népköztársaság között Budapesten 1968. május 16-án aláírt Barátsági, Együttműködési és Kölcsönös Segítségnyújtási Szerződés törvénybe iktatásáról
- 1968. évi IV. törvény 	 a vasutakról
- 1968. évi V. törvény 	 a népi ellenőrzésről
- 1968. évi VI. törvény 	 a Magyar Népköztársaság 1969. évi költségvetéséről és a tanácsok költségvetésének  1969–1970. évi költségvetési szabályozóiról

### Törvényerejű rendeletek (36)
- 1968. évi 1. törvényerejű rendelet a Magyar Népköztársaság Kormánya és a Jugoszláv Szocialista Szövetségi Köztársaság Kormánya között az egészségügyi együttműködés tárgyában Budapesten 1966. évi szeptember hó 26. napján aláírt egyezmény kihirdetéséről (jan. 9.)
- 1968. évi 2. tvr. a transzferábilis rubelben lebonyolódó sokoldalú elszámolások, valamint a Nemzetközi Gazdasági Együttműködési Bank megalapítása tárgyában Moszkvában 1963. október 22-én aláírt Egyezmény és a Nemzetközi Gazdasági Együttműködési Bank Alapszabályának kihirdetéséről (jan. 21.)
- 1968. évi 3. tvr. az ipari termékek minőségének védelmével kapcsolatos egyes rendel-kezésekről (jan. 30.)
- 1968. évi 4. tvr. a testnevelési és sportmozgalom társadalmi irányításáról (febr. 25.)
- 1968. évi 5. tvr. az államtitkári tisztségről (febr. 25.)
- 1968. évi 6. tvr. a Magyar Népköztársaság és a Szovjet Szocialista Köztársaságok Szövetsége között a szerzői jogok kölcsönös védelme tárgyában Budapesten 1967. évi november hó 17. napján létrejött egyezmény kihirdetéséről (márc. 3.)
- 1968. évi 7. tvr. a Magyar Népköztársaság Kormánya és a Román Szocialista Köztársaság Kormánya között, a hivatalos és magáncélú utazásokra vonatkozó be- és kiutazási, valamint átutazási vízumkötelezettség megszüntetéséről Budapesten, 1967. november 1-jén aláírt egyezmény kihirdetéséről (márc. 3.)
- 1968. évi 8. tvr. a Magyar Népköztársaság Kormánya és a Román Szocialista Köztársaság Kormánya között Budapesten, 1967. évi szeptember hó 22. napján kötött állategészségügyi egyezmény kihirdetéséről (márc. 15.)
- 1968. évi 9. tvr. a Magyar Népköztársaság Kormánya és az Egyesült Arab Köztársaság Kormánya között az egészségügyi együttműködés tárgyában Kairóban 1965. évi június hó 17. napján aláírt egyezmény kihirdetéséről (ápr. 19.)
- 1968. évi 10. tvr. a Magyar Népköztársaság Kormánya és a Román Szocialista Köztársaság Kormánya közötti idegenforgalmi együttműködés tárgyában Budapesten, 1967. évi szeptember hó 26. napján aláírt egyezmény kihirdetéséről (ápr. 22.)
- 1968. évi 11. tvr. a Magyar Népköztársaság Kormánya és India Kormánya között a légijáratok tárgyában Újdelhiben, 1966. évi február hó 23. napján aláírt Egyezmény kihirdetéséről (ápr. 30.)
- 1968. évi 12. tvr. a Magyar Népköztársaság Kormánya és Kuwait Állam Kormánya között Budapesten 1966. július 27-én aláírt kulturális és tudományos együttműködési egyezmény kihirdetéséről (máj. 5.)
- 1968. évi 13. tvr. a Magyar Népköztársaság Kormánya és a Bolgár Népköztársaság Kormánya között, a budapesti és a szófiai kulturális és tájékoztatási központok tevékenysége tárgyában Budapesten 1967. január 12-én aláírt megállapodás kihirdetéséről (máj. 15.)
- 1968. évi 14. tvr. a Magyar Népköztársaság és a Finn Köztársaság között Budapesten 1959. június 10-én aláírt kulturális egyezmény módosítására vonatkozó megállapodás kihirdetéséről (máj. 21.)
- 1968. évi 15. tvr. MSZMP Politikai Főiskola létesítéséről (jún. 4.)
- 1968. évi 16. tvr. Közlekedési és Távközlési Műszaki Főiskola létesítéséről (jún. 4.)
- 1968. évi 17. tvr. A Magyar Népköztársaság Kormánya és a Mongol Népköztársaság Kormánya között a vízumkötelezettség megszüntetéséről Budapesten 1967. január 23-án aláírt egyezmény kihirdetéséről (jún. 11.)
- 1968. évi 18. tvr. a Magyar Népköztársaság és a Ciprusi Köztársaság között a légiszállítás tárgyában Nicosiában, 1964. évi június 2. napján aláírt Egyezmény kihirdetéséről (jún. 27.)
- 1968. évi 19. tvr. a dolgozók betegségi biztosításáról szóló 1955. évi 39. tvr. módosításáról (jún. 30.)
- 1968. évi 20. tvr. a társadalombiztosítás szervezetének egységesítéséről szóló 1964. évi 6. tvr. módosításáról (jún. 30.)
- 1968. évi 21. tvr. egyes kitüntetések adományozására vonatkozó rendelkezések módosításáról (júl. 2.)
- 1968. évi 22. tvr. a vetőmagvakról és egyéb növényi szaporítóanyagokról (júl. 4.)
- 1968. évi 23. tvr. a Magyar Népköztársaság Kormánya és a Francia Köztársaság Kormánya között a polgári eljárásra vonatkozó, Hágában 1954. évi március hó 1. napján kelt egyezmény (1966. évi 8. tvr.) alkalmazásának megkönnyítéséről szóló, az 1968. évi március hó 17-én aláírt megállapodás kihirdetéséről (aug. 29.)
- 1968. évi 24. tvr. a Magyar Népköztársaság Kormánya és a Finn Köztársaság Kormánya között a nemzetközi közúti fuvarozás tárgyában Helsinkiben, 1967. évi november hó 10. napján aláírt Egyezmény kihirdetéséről (szept. 1.)
- 1968. évi 25. tvr. Kertészeti Egyetem létesítéséről (szept. 1.)
- 1968. évi 26. tvr. a Magyar Népköztársaság Kormánya és a Vietnami Demokratikus Köztársaság Kormánya között az egészségügyi együttműködés tárgyában Hanoiban, az 1967. évi december hó 20. napján aláírt Egyezmény kihirdetéséről (szept. 1.)
- 1968. évi 27. tvr. a kisiparosok ipargyakorlásáról szóló 1964. évi 22. tvr.tel módosított és kiegészített 1958. évi 9. tvr. módosításáról (okt. 1.)
- 1968. évi 28. tvr. a Magyar Népköztársaság Kormánya és a Török Köztársaság Kormánya közöttAnkarában, 1966. évi június hó 28. napján aláírt légügyi egyezmény kihirdetéséről (okt. 6.)
- 1968. évi 29. tvr. a Magyar Népköztársaság Kormánya és a Román Szocialista Köztársaság Kormánya között a vámügyekben történő együttműködésről Bukarestben 1968. február 1-jén megkötött Egyezmény kihirdetéséről (okt. 6.)
- 1968. évi 30. tvr. a vízügyről szóló 1964. évi IV. törvény módosításáról és kiegészítéséről (okt. 30.)
- 1968. évi 31. tvr. a Magyar Népköztársaság Kormánya és az Olasz Köztársaság Kormánya között a nemzetközi közúti személy- és árufuvarozás tárgyában Rómában, 1968. évi március hó 1. napján aláírt Megállapodás kihirdetéséről (nov. 21.)
- 1968. évi 32. tvr. a növényvédelemről (dec. 6.)
- 1968. évi 33. tvr. a számvitel rendjéről (dec. 7.)
- 1968. évi 34. tvr. a Magyar Népköztársaság és a Svájci Államszövetség között a menetrendszerű légiközlekedés tárgyában Budapesten, 1967. évi július hó 19. napján aláírt Egyezmény kihirdetéséről (dec. 7.)
- 1968. évi 35. tvr. a Kölcsönös Gazdasági Segítség Tanácsában részt vevő országok szervezetei közötti áruszállítások általános feltételeinek közzétételéről (dec. 24.)
- 1968. évi 36. tvr. a hegyközségekről szóló 1958. évi 6. tvr. hatályon kívül helyezéséről (dec. 31.)[3]

### Kormányrendeletek
- 1/1968. (I. 16.) Korm. rendelet a gazdasági bírságról[4]
- 2/1968. (I. 16.) Korm.  rendelet A kereskedelem és a vendéglátás dolgozóinak leltárhiányért való anyagi felelősségéről
- 3/1968. (I. 16.) Korm. rendelet  A társadalmi tulajdonban levő felesleges vagyontárgyak hasznosításáról és selejtezéséről, valamint a hiányzó és megsemmisült vagyontárgyak elszámolásáról
- 17/1968. (IV. 14.) Korm. rendelet Egyes szabálysértésekről [1]
- 29/1968. (VII.13./ Korm. rendelet a szabványosításról

### Egyéb fontosabb jogszabályok

#### Miniszteri rendeletek

##### Január
- 1/1968. (I. 9.) I M—AH együttes rendelet A fordítói díjakról[5]
- 1/1968. (I. 9.) KPM—ÁH együttes rendelet a Távíródíjszabásról
- 2/1968. (I. 9.) K P M—ÁH együttes rendelet A Távbeszélődíjszabásról
- 1/1968. (I. 9.) KüM rendelet A konzuli illetékekről
- 1/1968. (I. 9.) MÉM—EüM együttes rendelet A növényvédőszerrel kezelt növények, növényi részek és növényi termékek ártalmas növényvédőszer-maradékainak, valamint a rovar- és rágcsálóirtó szer szennyeződéseknek elhárításáról
- 1/1968. (I. 9.) MM rendelet Az 1968. évi kulturális járulékról[5]
- 1/1968. (I. 11.) ÉVM rendelet a területfelhasználási engedélyezési eljárásról
- 1/1968. (I. 13.) PM  rendelet A magánszemélyek forgalmi adójáról
- 2/1968. (I. 16.) Kip. M. rendelet A kisipari dolgozók munkaviszonyára vonatkozó egyes kérdések szabályozásáról[4]
- 3/1968. (I. 16.) Kip. M.  rendelet A kisiparban foglalkoztatott dolgozók bérezéséről
- 2/1968. (I. 24.) IM rendelet a költségmentesség engedélyezésének alapjául szolgáló körülmények igazolásáról

##### Február
- 7/1968. (II. 4.) PM rendelet a társadalmi tulajdonban levő felesleges vagyontárgyak hasznosításáról és selejtezéséről, valamint a hiányzó és megsemmisült vagyontárgyak elszámolásáról szóló 3/1968. (I. 16.) Korm. rendelet végrehajtásáról
- 8/1968. (II. 17.) PM  rendelet az állami vállalatok felszámolásáról[6]
- 2/1968. (II. 25.) BkM rendelet a boltok működési engedélyéről

##### Március
- 4/1968. (III. 6.) ÉVM—PM—ÁH együttes rendelet az állami telkek használati és igénybevételi díjáról
- 3/1968. (III. 6.) IM rendelet a dunaújvárosi városi bíróság és az adonyi járásbíróság összevonásáról
- 1/1968. (III. 11.) MüM rendelet a gyermekgondozási segély végrehajtására kiadott 3/1967. (II. 26.) MüM rendelet kiegészítéséről

##### Május
- 1/1968. (V. 5.) KkM rendelet a Kereskedelmi Vámtarifa II. jelzésű hasábjában foglalt vámtételek alkalmazásának kiterjesztéséről
- 1/1968. (V. 12.) BM-EüM együttes rendelet a kábítószer termelésének, gyártásának, feldolgozásának, forgalomba hozatalának, raktározásának és használatának szabályozásáról

##### Június
- 6/1968. (VI. 4.) KPM rendelet A Távírószabályzat kiadásáról
- 2/1968. (VI. 30.) KKM rendelet egyes kivitelre kerülő termékek kötelező minőségellenőrzéséről és a MERT Minőségi Ellenőrző RT-ről

##### November
- 12/1968. (XI. 12.) BkM rendelet a Kereskedelmi Minőségellenőrző Intézetről
- 13/1968. (XI. 12.) BkM rendelet a dohányipari termékek fogyasztói forgalmáról
- 6/1968. (XI. 16.) IM rendelet a tabi járásbíróság megszüntetéséről

##### December
- 43/1968. (XII. 6.) MÉM rendelet a növényvédelemről szóló 1968. évi 32. törvényerejű rendelet és a 44/1968. (XII. 6.) Korm. rendelet végrehajtásáról
- 37/1968. (XII. 27.) PM rendelet az egyes jövedékeknek forgalmi adóvá és illetékké alakításáról szóló egyes rendelkezések hatályon kívül helyezéséről
- 10/1968. (XII. 28.) KipM rendelet A cukrász kisiparosok tevékenységi köréről[7]
- 40/1968. (XII. 28.) PM rendelet A forgalmi adóról és az árkiegészítésről szóló 21/1967. (XII. 8.) PM szánmú rendelet módosításáról és kiegészítéséről
- 41/1968. (XII. 28.) PM rendelet A mezőgazdasági nagyüzemek forgalmi adójáról és árkiegészítéséről szóló 38/1967. (XII. 29.) PM számú rendelet módosításáról és kiegészítéséről
- 42/1968. (XII. 28.) PM rendelet az építési-szerelési adóról
- 43/1968. (XII. 30.) PM rendelet Az árubehozatali engedélykérelem beadványi illetékéről[8]
- 44/1968. (XII. 30.) PM rendelet A borforgalmi adóról szóló 13/1965. (X. 1.) PM számú rendelet módosításáról
- 45/1968. (XII. 30.) PM rendelet Az illetékekre vonatkozó jogszabályok módosításáról és kiegészítéséről
- 46/1968. (XII. 30.) PM rendelet A magánszemélyek forgalmi adójáról szóló 1/1968. (I. 13.) PM számú rendelet módosításáról és kiegészítéséről
- 48/1968. (XII. 31.) MÉM rendelet Az egyszerűbb mezőgazdasági szövetkezetekről szóló 50/1968. (XII, 31.) Korm. számú rendelet végrehajtásáról
- 49/1968. (XII. 31.) MÉM rendelet Az állategészségügyi szolgálat egyes kérdéseinek újabb rendezéséről szóló kormányrendelet végrehajtásáról kiadott 8/1967. (XI. 3.) MÉM számú rendelet módosításáról és kiegészítéséről
- 10/1968. (XII. 31.) MM rendelet A kulturális járulék fizetéséről

#### Kormányhatározatok
- 1001/1968. (I. 5.) Korm. határozat A személyzeti munka továbbfejlesztéséről[9]
- 1002/1968. (I. 5.) Korm. határozat A képesítési rendszer továbbfejlesztéséről a tanács végrehajtó bizottságok titkárságainál és szakigazgatási szerveinél
- 1027/1968. (XII. 31.) Korm. határozat A nem lakás jellegű létesítmények lakásépítésekkel kapcsolatos szanálásáról[3]
- 1028/1968. (XII. 31.) Korm. határozat Egyes szociális kategóriák (tűzszerészek, hadirokkantak) helyzetének javításáról